# Bernard de Montfaucon

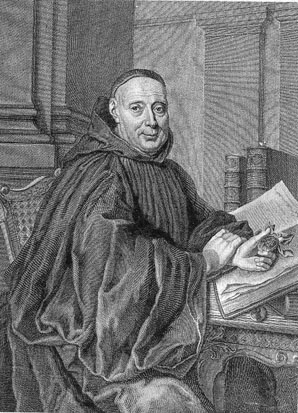
Bernard de Montfaucon

Bernard de Montfaucon (n. 16 ianuarie 1655, Soulatgé, Languedoc-Roussillon, Franța – d. 21 decembrie 1741, Paris, Regatul Franței) a fost un călugăr benedictin francez, arheolog, paleograf și anticar.

## Opera
- Analecta graeca, sive varia opuscula graeca inedita (Paris, 1688)
- S. Athanasii opera omnia (Paris, 1698)
- Diarium italicum (Paris, 1702)[14]
- Bibliotheca Coisliniana (Paris, 1705)
- Collectio nova patrum graecorum (2 vols., 1706)
- Palaeographia Graeca, sive, De ortu et progressu literarum graecarum (Paris, 1708)
- Bibliotheca Coisliniana olim Segueriana, Paris: Ludovicus Guerin & Carolus Robustel, (Paris, 1715)
- L'antiquité expliquée et representée en figures/Antiquitas explanatione et schematibus illustrata (Ediție bilingvă, vols. 1-15, Paris, 1719-1724)
- Les monuments de la monarchie française (for Henrik IV, vols. 1-5, Paris, 1729–1733)
- Sancti patris nostri Ioannis Chrisostomi opera omnia (Paris, 1718—1738)
- Bibliotheca bibliothecarum manuscriptorum nova (vols. 1-2, Paris, 1739)

## Galerie de imagini
Ilustrații din cărțile scrise, îngrijite sau colecționate de Bernard de Montfaucon.

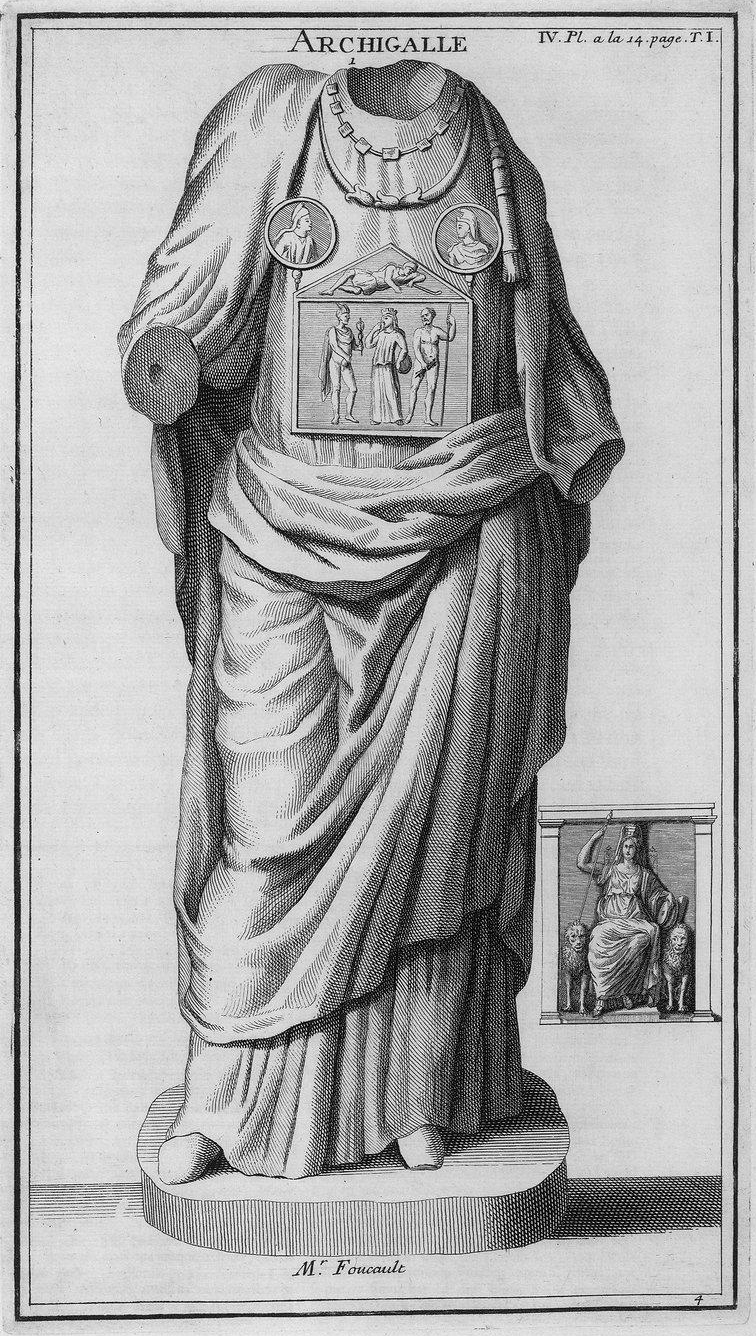
L’Antiquité expliquée et représentée en figures
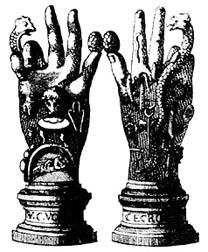
Antiquitas explanatione et schematibus illustrata
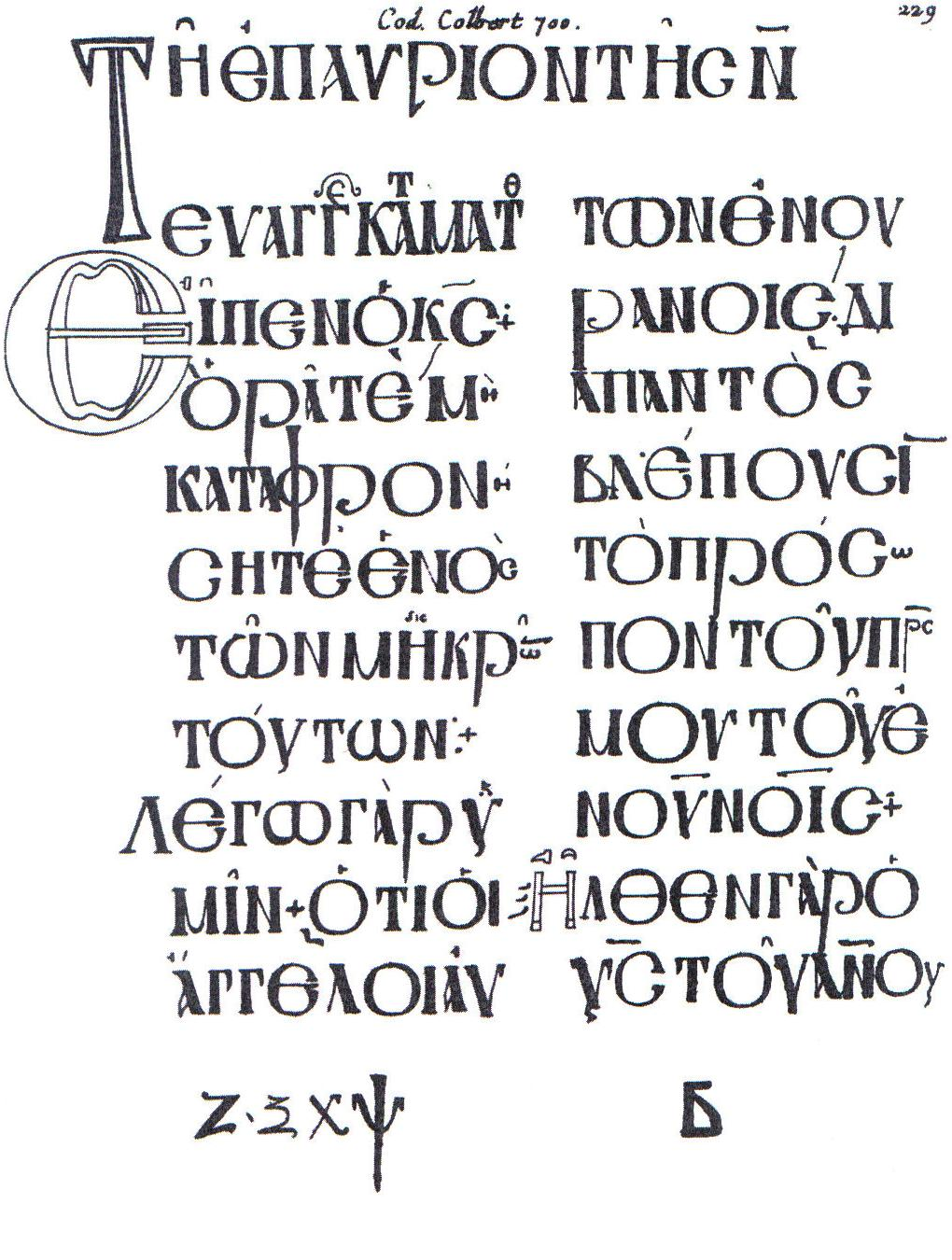
Lectionary 1 (Codex Colbertinus 700)Lectionary 1, la https://en.wikipedia.org/